# Williams FW10
O FW10 é o modelo da Williams da temporada de 1985 da Fórmula 1. Condutores: Nigel Mansell e Keke Rosberg.

## Resultados[1]
(legenda) (em negrito indica pole position e itálico volta mais rápida)
| Ano  | Chassi | Motor                 | Pneus | N° | Pilotos       | 1   | 2   | 3   | 4   | 5   | 6   | 7   | 8   | 9   | 10  | 11  | 12  | 13  | 14  | 15  | 16  | Pontos | Posição |  |
| ---- | ------ | --------------------- | ----- | -- | ------------- | --- | --- | --- | --- | --- | --- | --- | --- | --- | --- | --- | --- | --- | --- | --- | --- | ------ | ------- |  |
|      |        |                       |       |    |               |     |     |     |     |     |     |     |     |     |     |     |     |     |     |     |     |        |         |  |
|      |        |                       |       |    |               | BRA | POR | SMR | MON | CAN | USE | FRA | GBR | GER | AUT | NED | ITA | BEL | EUR | RSA | AUS |        |         |  |
| 1985 | FW10   | Honda RA165E V6 Turbo | G     | 5  | Nigel Mansell | Ret | 5   | 5   | 7   | 6   | Ret | DNS | Ret | 6   | Ret | 6   | 11† | 2   | 1   | 1   | Ret | 71     | 3º      |  |
| 1985 | FW10   | Honda RA165E V6 Turbo | G     | 6  | Keke Rosberg  | Ret | Ret | Ret | 8   | 4   | 1   | 2   | Ret | 12† | Ret | Ret | Ret | 4   | 3   | 2   | 1   | 71     | 3º      |  |

† Completou mais de 90% da distância da corrida.